# 1513

Papstwappen Leo X.

Portal Geschichte | Portal Biografien | Aktuelle Ereignisse | Jahreskalender | Tagesartikel

◄ |
15. Jahrhundert |
16. Jahrhundert
| 17. Jahrhundert | ►

◄ |
1480er |
1490er |
1500er |
1510er
| 1520er | 1530er | 1540er | ►

◄◄ |
◄ |
1509 |
1510 |
1511 |
1512 |
1513
| 1514 | 1515 | 1516 | 1517 | ► | ►►
Staatsoberhäupter  · Nekrolog · Kunstjahr · Literaturjahr · Musikjahr   · Wissenschaftsjahr
| Januar | Januar | Januar | Januar | Januar | Januar | Januar | Januar |
| Kw     | Mo     | Di     | Mi     | Do     | Fr     | Sa     | So     |
| ------ | ------ | ------ | ------ | ------ | ------ | ------ | ------ |
| 53     |        |        |        |        |        | 1      | 2      |
| 1      | 3      | 4      | 5      | 6      | 7      | 8      | 9      |
| 2      | 10     | 11     | 12     | 13     | 14     | 15     | 16     |
| 3      | 17     | 18     | 19     | 20     | 21     | 22     | 23     |
| 4      | 24     | 25     | 26     | 27     | 28     | 29     | 30     |
| 5      | 31     |        |        |        |        |        |        |

| Februar | Februar | Februar | Februar | Februar | Februar | Februar | Februar |
| Kw      | Mo      | Di      | Mi      | Do      | Fr      | Sa      | So      |
| ------- | ------- | ------- | ------- | ------- | ------- | ------- | ------- |
| 5       |         | 1       | 2       | 3       | 4       | 5       | 6       |
| 6       | 7       | 8       | 9       | 10      | 11      | 12      | 13      |
| 7       | 14      | 15      | 16      | 17      | 18      | 19      | 20      |
| 8       | 21      | 22      | 23      | 24      | 25      | 26      | 27      |
| 9       | 28      |         |         |         |         |         |         |

| März | März | März | März | März | März | März | März |
| Kw   | Mo   | Di   | Mi   | Do   | Fr   | Sa   | So   |
| ---- | ---- | ---- | ---- | ---- | ---- | ---- | ---- |
| 9    |      | 1    | 2    | 3    | 4    | 5    | 6    |
| 10   | 7    | 8    | 9    | 10   | 11   | 12   | 13   |
| 11   | 14   | 15   | 16   | 17   | 18   | 19   | 20   |
| 12   | 21   | 22   | 23   | 24   | 25   | 26   | 27   |
| 13   | 28   | 29   | 30   | 31   |      |      |      |

| April | April | April | April | April | April | April | April |
| Kw    | Mo    | Di    | Mi    | Do    | Fr    | Sa    | So    |
| ----- | ----- | ----- | ----- | ----- | ----- | ----- | ----- |
| 13    |       |       |       |       | 1     | 2     | 3     |
| 14    | 4     | 5     | 6     | 7     | 8     | 9     | 10    |
| 15    | 11    | 12    | 13    | 14    | 15    | 16    | 17    |
| 16    | 18    | 19    | 20    | 21    | 22    | 23    | 24    |
| 17    | 25    | 26    | 27    | 28    | 29    | 30    |       |

| Mai | Mai | Mai | Mai | Mai | Mai | Mai | Mai |
| Kw  | Mo  | Di  | Mi  | Do  | Fr  | Sa  | So  |
| --- | --- | --- | --- | --- | --- | --- | --- |
| 17  |     |     |     |     |     |     | 1   |
| 18  | 2   | 3   | 4   | 5   | 6   | 7   | 8   |
| 19  | 9   | 10  | 11  | 12  | 13  | 14  | 15  |
| 20  | 16  | 17  | 18  | 19  | 20  | 21  | 22  |
| 21  | 23  | 24  | 25  | 26  | 27  | 28  | 29  |
| 22  | 30  | 31  |     |     |     |     |     |

| Juni | Juni | Juni | Juni | Juni | Juni | Juni | Juni |
| Kw   | Mo   | Di   | Mi   | Do   | Fr   | Sa   | So   |
| ---- | ---- | ---- | ---- | ---- | ---- | ---- | ---- |
| 22   |      |      | 1    | 2    | 3    | 4    | 5    |
| 23   | 6    | 7    | 8    | 9    | 10   | 11   | 12   |
| 24   | 13   | 14   | 15   | 16   | 17   | 18   | 19   |
| 25   | 20   | 21   | 22   | 23   | 24   | 25   | 26   |
| 26   | 27   | 28   | 29   | 30   |      |      |      |

| Juli | Juli | Juli | Juli | Juli | Juli | Juli | Juli |
| Kw   | Mo   | Di   | Mi   | Do   | Fr   | Sa   | So   |
| ---- | ---- | ---- | ---- | ---- | ---- | ---- | ---- |
| 26   |      |      |      |      | 1    | 2    | 3    |
| 27   | 4    | 5    | 6    | 7    | 8    | 9    | 10   |
| 28   | 11   | 12   | 13   | 14   | 15   | 16   | 17   |
| 29   | 18   | 19   | 20   | 21   | 22   | 23   | 24   |
| 30   | 25   | 26   | 27   | 28   | 29   | 30   | 31   |

| August | August | August | August | August | August | August | August |
| Kw     | Mo     | Di     | Mi     | Do     | Fr     | Sa     | So     |
| ------ | ------ | ------ | ------ | ------ | ------ | ------ | ------ |
| 31     | 1      | 2      | 3      | 4      | 5      | 6      | 7      |
| 32     | 8      | 9      | 10     | 11     | 12     | 13     | 14     |
| 33     | 15     | 16     | 17     | 18     | 19     | 20     | 21     |
| 34     | 22     | 23     | 24     | 25     | 26     | 27     | 28     |
| 35     | 29     | 30     | 31     |        |        |        |        |

| September | September | September | September | September | September | September | September |
| Kw        | Mo        | Di        | Mi        | Do        | Fr        | Sa        | So        |
| --------- | --------- | --------- | --------- | --------- | --------- | --------- | --------- |
| 35        |           |           |           | 1         | 2         | 3         | 4         |
| 36        | 5         | 6         | 7         | 8         | 9         | 10        | 11        |
| 37        | 12        | 13        | 14        | 15        | 16        | 17        | 18        |
| 38        | 19        | 20        | 21        | 22        | 23        | 24        | 25        |
| 39        | 26        | 27        | 28        | 29        | 30        |           |           |

| Oktober | Oktober | Oktober | Oktober | Oktober | Oktober | Oktober | Oktober |
| Kw      | Mo      | Di      | Mi      | Do      | Fr      | Sa      | So      |
| ------- | ------- | ------- | ------- | ------- | ------- | ------- | ------- |
| 39      |         |         |         |         |         | 1       | 2       |
| 40      | 3       | 4       | 5       | 6       | 7       | 8       | 9       |
| 41      | 10      | 11      | 12      | 13      | 14      | 15      | 16      |
| 42      | 17      | 18      | 19      | 20      | 21      | 22      | 23      |
| 43      | 24      | 25      | 26      | 27      | 28      | 29      | 30      |
| 44      | 31      |         |         |         |         |         |         |

| November | November | November | November | November | November | November | November |
| Kw       | Mo       | Di       | Mi       | Do       | Fr       | Sa       | So       |
| -------- | -------- | -------- | -------- | -------- | -------- | -------- | -------- |
| 44       |          | 1        | 2        | 3        | 4        | 5        | 6        |
| 45       | 7        | 8        | 9        | 10       | 11       | 12       | 13       |
| 46       | 14       | 15       | 16       | 17       | 18       | 19       | 20       |
| 47       | 21       | 22       | 23       | 24       | 25       | 26       | 27       |
| 48       | 28       | 29       | 30       |          |          |          |          |

| Dezember | Dezember | Dezember | Dezember | Dezember | Dezember | Dezember | Dezember |
| Kw       | Mo       | Di       | Mi       | Do       | Fr       | Sa       | So       |
| -------- | -------- | -------- | -------- | -------- | -------- | -------- | -------- |
| 48       |          |          |          | 1        | 2        | 3        | 4        |
| 49       | 5        | 6        | 7        | 8        | 9        | 10       | 11       |
| 50       | 12       | 13       | 14       | 15       | 16       | 17       | 18       |
| 51       | 19       | 20       | 21       | 22       | 23       | 24       | 25       |
| 52       | 26       | 27       | 28       | 29       | 30       | 31       |          |

| Januar | Januar | Januar | Januar | Januar | Januar | Januar | Januar |
| Kw     | Mo     | Di     | Mi     | Do     | Fr     | Sa     | So     |
| ------ | ------ | ------ | ------ | ------ | ------ | ------ | ------ |
| 53     |        |        |        |        |        | 1      | 2      |
| 1      | 3      | 4      | 5      | 6      | 7      | 8      | 9      |
| 2      | 10     | 11     | 12     | 13     | 14     | 15     | 16     |
| 3      | 17     | 18     | 19     | 20     | 21     | 22     | 23     |
| 4      | 24     | 25     | 26     | 27     | 28     | 29     | 30     |
| 5      | 31     |        |        |        |        |        |        |

| Februar | Februar | Februar | Februar | Februar | Februar | Februar | Februar |
| Kw      | Mo      | Di      | Mi      | Do      | Fr      | Sa      | So      |
| ------- | ------- | ------- | ------- | ------- | ------- | ------- | ------- |
| 5       |         | 1       | 2       | 3       | 4       | 5       | 6       |
| 6       | 7       | 8       | 9       | 10      | 11      | 12      | 13      |
| 7       | 14      | 15      | 16      | 17      | 18      | 19      | 20      |
| 8       | 21      | 22      | 23      | 24      | 25      | 26      | 27      |
| 9       | 28      |         |         |         |         |         |         |

| März | März | März | März | März | März | März | März |
| Kw   | Mo   | Di   | Mi   | Do   | Fr   | Sa   | So   |
| ---- | ---- | ---- | ---- | ---- | ---- | ---- | ---- |
| 9    |      | 1    | 2    | 3    | 4    | 5    | 6    |
| 10   | 7    | 8    | 9    | 10   | 11   | 12   | 13   |
| 11   | 14   | 15   | 16   | 17   | 18   | 19   | 20   |
| 12   | 21   | 22   | 23   | 24   | 25   | 26   | 27   |
| 13   | 28   | 29   | 30   | 31   |      |      |      |

| April | April | April | April | April | April | April | April |
| Kw    | Mo    | Di    | Mi    | Do    | Fr    | Sa    | So    |
| ----- | ----- | ----- | ----- | ----- | ----- | ----- | ----- |
| 13    |       |       |       |       | 1     | 2     | 3     |
| 14    | 4     | 5     | 6     | 7     | 8     | 9     | 10    |
| 15    | 11    | 12    | 13    | 14    | 15    | 16    | 17    |
| 16    | 18    | 19    | 20    | 21    | 22    | 23    | 24    |
| 17    | 25    | 26    | 27    | 28    | 29    | 30    |       |

| Mai | Mai | Mai | Mai | Mai | Mai | Mai | Mai |
| Kw  | Mo  | Di  | Mi  | Do  | Fr  | Sa  | So  |
| --- | --- | --- | --- | --- | --- | --- | --- |
| 17  |     |     |     |     |     |     | 1   |
| 18  | 2   | 3   | 4   | 5   | 6   | 7   | 8   |
| 19  | 9   | 10  | 11  | 12  | 13  | 14  | 15  |
| 20  | 16  | 17  | 18  | 19  | 20  | 21  | 22  |
| 21  | 23  | 24  | 25  | 26  | 27  | 28  | 29  |
| 22  | 30  | 31  |     |     |     |     |     |

| Juni | Juni | Juni | Juni | Juni | Juni | Juni | Juni |
| Kw   | Mo   | Di   | Mi   | Do   | Fr   | Sa   | So   |
| ---- | ---- | ---- | ---- | ---- | ---- | ---- | ---- |
| 22   |      |      | 1    | 2    | 3    | 4    | 5    |
| 23   | 6    | 7    | 8    | 9    | 10   | 11   | 12   |
| 24   | 13   | 14   | 15   | 16   | 17   | 18   | 19   |
| 25   | 20   | 21   | 22   | 23   | 24   | 25   | 26   |
| 26   | 27   | 28   | 29   | 30   |      |      |      |

| Juli | Juli | Juli | Juli | Juli | Juli | Juli | Juli |
| Kw   | Mo   | Di   | Mi   | Do   | Fr   | Sa   | So   |
| ---- | ---- | ---- | ---- | ---- | ---- | ---- | ---- |
| 26   |      |      |      |      | 1    | 2    | 3    |
| 27   | 4    | 5    | 6    | 7    | 8    | 9    | 10   |
| 28   | 11   | 12   | 13   | 14   | 15   | 16   | 17   |
| 29   | 18   | 19   | 20   | 21   | 22   | 23   | 24   |
| 30   | 25   | 26   | 27   | 28   | 29   | 30   | 31   |

| August | August | August | August | August | August | August | August |
| Kw     | Mo     | Di     | Mi     | Do     | Fr     | Sa     | So     |
| ------ | ------ | ------ | ------ | ------ | ------ | ------ | ------ |
| 31     | 1      | 2      | 3      | 4      | 5      | 6      | 7      |
| 32     | 8      | 9      | 10     | 11     | 12     | 13     | 14     |
| 33     | 15     | 16     | 17     | 18     | 19     | 20     | 21     |
| 34     | 22     | 23     | 24     | 25     | 26     | 27     | 28     |
| 35     | 29     | 30     | 31     |        |        |        |        |

| September | September | September | September | September | September | September | September |
| Kw        | Mo        | Di        | Mi        | Do        | Fr        | Sa        | So        |
| --------- | --------- | --------- | --------- | --------- | --------- | --------- | --------- |
| 35        |           |           |           | 1         | 2         | 3         | 4         |
| 36        | 5         | 6         | 7         | 8         | 9         | 10        | 11        |
| 37        | 12        | 13        | 14        | 15        | 16        | 17        | 18        |
| 38        | 19        | 20        | 21        | 22        | 23        | 24        | 25        |
| 39        | 26        | 27        | 28        | 29        | 30        |           |           |

| Oktober | Oktober | Oktober | Oktober | Oktober | Oktober | Oktober | Oktober |
| Kw      | Mo      | Di      | Mi      | Do      | Fr      | Sa      | So      |
| ------- | ------- | ------- | ------- | ------- | ------- | ------- | ------- |
| 39      |         |         |         |         |         | 1       | 2       |
| 40      | 3       | 4       | 5       | 6       | 7       | 8       | 9       |
| 41      | 10      | 11      | 12      | 13      | 14      | 15      | 16      |
| 42      | 17      | 18      | 19      | 20      | 21      | 22      | 23      |
| 43      | 24      | 25      | 26      | 27      | 28      | 29      | 30      |
| 44      | 31      |         |         |         |         |         |         |

| November | November | November | November | November | November | November | November |
| Kw       | Mo       | Di       | Mi       | Do       | Fr       | Sa       | So       |
| -------- | -------- | -------- | -------- | -------- | -------- | -------- | -------- |
| 44       |          | 1        | 2        | 3        | 4        | 5        | 6        |
| 45       | 7        | 8        | 9        | 10       | 11       | 12       | 13       |
| 46       | 14       | 15       | 16       | 17       | 18       | 19       | 20       |
| 47       | 21       | 22       | 23       | 24       | 25       | 26       | 27       |
| 48       | 28       | 29       | 30       |          |          |          |          |

| Dezember | Dezember | Dezember | Dezember | Dezember | Dezember | Dezember | Dezember |
| Kw       | Mo       | Di       | Mi       | Do       | Fr       | Sa       | So       |
| -------- | -------- | -------- | -------- | -------- | -------- | -------- | -------- |
| 48       |          |          |          | 1        | 2        | 3        | 4        |
| 49       | 5        | 6        | 7        | 8        | 9        | 10       | 11       |
| 50       | 12       | 13       | 14       | 15       | 16       | 17       | 18       |
| 51       | 19       | 20       | 21       | 22       | 23       | 24       | 25       |
| 52       | 26       | 27       | 28       | 29       | 30       | 31       |          |

Im Jahr 1513 stirbt Papst Julius II., was den Humanisten Erasmus von Rotterdam zu der Satire Julius vor der verschlossenen Himmelstür inspiriert. Zu seinem Nachfolger wählt das Konklave Giovanni de’ Medici, der den Namen Leo X. annimmt.
Der Krieg der Heiligen Liga gegen Frankreich hat mittlerweile fast ganz Europa erfasst. Obwohl die Republik Venedig die Seiten wechselt, gerät Frankreich insbesondere gegen die eidgenössischen Reisläufer immer weiter in die Defensive und muss unter anderem das Herzogtum Mailand aufgeben. Auch Heinrich VIII. von England greift zugunsten Kaiser Maximilians I. in den Krieg ein. Das wiederum bewegt König Jakob IV. von Schottland dazu, die Auld Alliance mit Frankreich wiederzubeleben und in England einzumarschieren. In der Schlacht von Flodden Field erleiden die Schotten jedoch eine vernichtende Niederlage und Jakob IV. kommt ums Leben. Nachfolger auf dem Thron wird sein 17 Monate alter Sohn Jakob V.
Auf der anderen Seite der Welt erblickt der Conquistador Vasco Núñez de Balboa nach einer verlustreichen Expedition durch die Landenge von Panama als erster Europäer den Pazifischen Ozean vom amerikanischen Kontinent aus, und die goldbesessenen Spanier hören erstmals von dem sagenhaften Inkareich im Süden.

## Ereignisse

### Politik und Weltgeschehen

#### Italienische Kriege
- 23. März: Wegen Gebietsstreitigkeiten mit Kaiser Maximilian I. und der päpstlichen Drohung, die Liga von Cambrai wieder aufleben zu lassen, wechselt die Republik Venedig unter dem Dogen Leonardo Loredan im Krieg um Mailand die Seite, verlässt die Heilige Liga und verbündet sich mit dem von der Liga bekämpften Frankreich unter König Ludwig XII.
- 25. Mai: Antoniotto Adorno vertreibt mit Hilfe Ludwigs XII. den Dogen Giano di Campofregoso aus Genua und wird vom französischen König zum Statthalter Genuas ernannt.

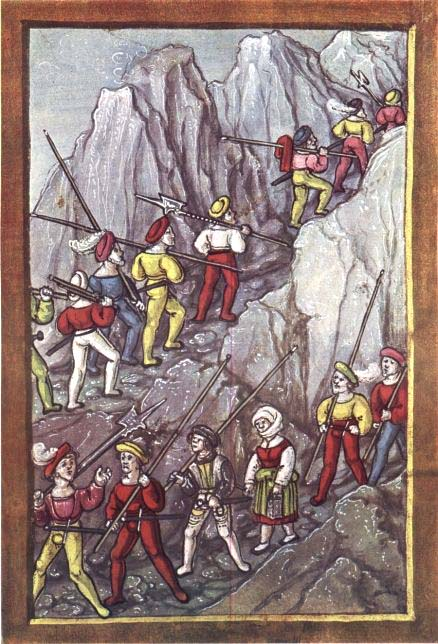
Schweizer Reisläufer in den Mailänderkriegen

- 6. Juni: In der Schlacht bei Novara besiegen die Eidgenossen eine französische Streitmacht unter dem Feldherrn Louis de La Trémoille. Der aus Mailand geflohene Herzog Maximilian Sforza kann dadurch wieder zurückkehren, die Franzosen verlieren das Herzogtum Mailand und allen weiteren Besitz in Italien.
- 12. Juni: Der vertriebene Doge Giano di Campofregoso unterzeichnet mit seinem Verwandten Ottaviano di Campofregoso sowie Ramón Folch de Cardona, Vizekönig von Neapel, an der Trebbia einen Pakt zur Rückeroberung Genuas.
- 20. Juni: Nach der Niederlage der Franzosen wird die Familie Adorno mit Hilfe des neapolitanischen Vizekönigs Ramón Folch de Cardona wieder aus Genua vertrieben. Neuer Doge wird Ottaviano di Campofregoso.
- 4. Juli: Nachdem das Gerücht aufgetaucht ist, dass Luzerner Ratsherren Söldner für die französische Seite anwerben, kommt es zu einem Aufstand, bei dem die Stadt drei Tage lang belagert wird. Da dabei die städtischen Vorgärten verwüstet werden, erhält er den Namen Zwiebelnkrieg. Die Unruhen flackern sporadisch noch bis 1515 auf.
- 26. Juni bis 28. Juli: Bei einer Kirchweih in Köniz macht das Gerücht die Runde, dass mehrere Berner Ratsherren Pensionen von Frankreich erhalten. Rund 300 Bewaffnete marschieren daraufhin nach Bern und dringen in die Stadt ein. Der Könizer Aufstand, der sich auch auf weitere umliegende Gemeinden ausdehnt, endet schließlich mit dem Könizbrief, der der Landschaft ein Mitbestimmungsrecht bei zukünftigen Bündnissen mit ausländischen Mächten mittels Ämterbefragung einräumt. Außerdem werden die Freiheitsbriefe der Landgemeinden erneuert, die Aufständischen erhalten Straffreiheit.
- 16. August: Kaiser Maximilian I. und König Heinrich VIII. von England bezwingen mit ihren Truppen in der Schlacht bei Guinegate eine französische Streitmacht unter dem Befehl von Ludwig I., Herzog von Longueville.
- 8. bis 13. September: Der Dijonerzug der Eidgenossen endet mit der Kapitulation der Stadt Dijon.
- 7. Oktober: In der Schlacht von La Motta werden die Venezianer von spanischen Truppen unter dem Befehl Ramón de Cardonas besiegt. Die Spanier kämpfen auf Seiten der Heiligen Liga.

#### Schottland / England
- Nach der für Frankreich desaströsen Schlacht bei Guinegate eilt der schottische König Jakob IV. gemäß den Vereinbarungen der Auld Alliance seinem Bündnispartner zu Hilfe und fällt in Nordengland ein.

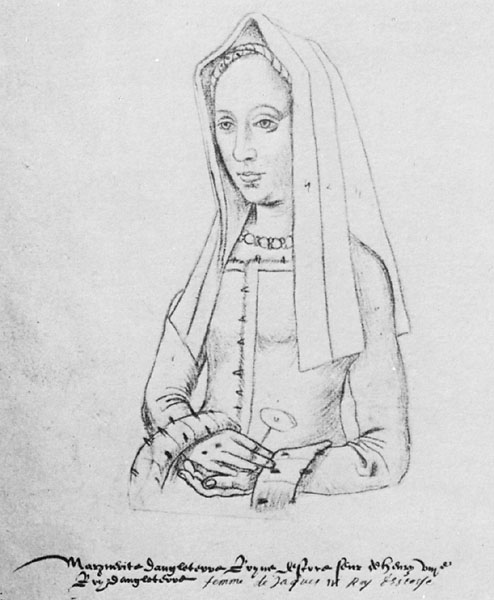
Die verwitwete Margaret Tudor

Das neue Wappen von Thomas Howard, 2. Duke of Norfolk

- 9. September: In der Schlacht von Flodden Field trifft die schottische Invasionsarmee unter der Führung von Jakob IV. auf eine englische Armee unter Thomas Howard. Die Schlacht endet mit einer vernichtenden Niederlage der Schotten und dem Tod ihres Königs. Der siegreiche englische Feldherr erhält daraufhin seine in den Rosenkriegen verlorengegangene Herzogswürde zurück und bekommt von König Heinrich VIII. sogar eine Wappenbesserung angefügt.
- 21. September: Der 17 Monate alte Jakob V. wird im Stirling Castle zum Nachfolger seines Vaters als König von Schottland gekrönt. Seine Mutter Margaret Tudor ist von ihrem Ehemann als Regentin bestimmt, solange sie unverheiratet bleibt.

#### Heiliges Römisches Reich
- 15. Februar: Im Zweiten Aachener Gaffelbrief wird der Erste Gaffelbrief aus dem Jahr 1450 erneuert und die Stellung der Zünfte in der Regierung der Freien Reichsstadt Aachen und des Aachener Reichs gestärkt.
- Mai: Kurz nach dem Rektorat von Georg Tannstetter brechen in Wien gewalttätige Studentenunruhen aus. Der Lateinische Krieg hält bis ins nächste Jahr an.
- 6. Oktober: Die Bundschuh-Bewegung in Lehen wird niedergeschlagen, die Anführer, unter ihnen Kilian Mayer, nach kurzem Prozess hingerichtet. Joß Fritz und Stoffel von Freiburg können entkommen.

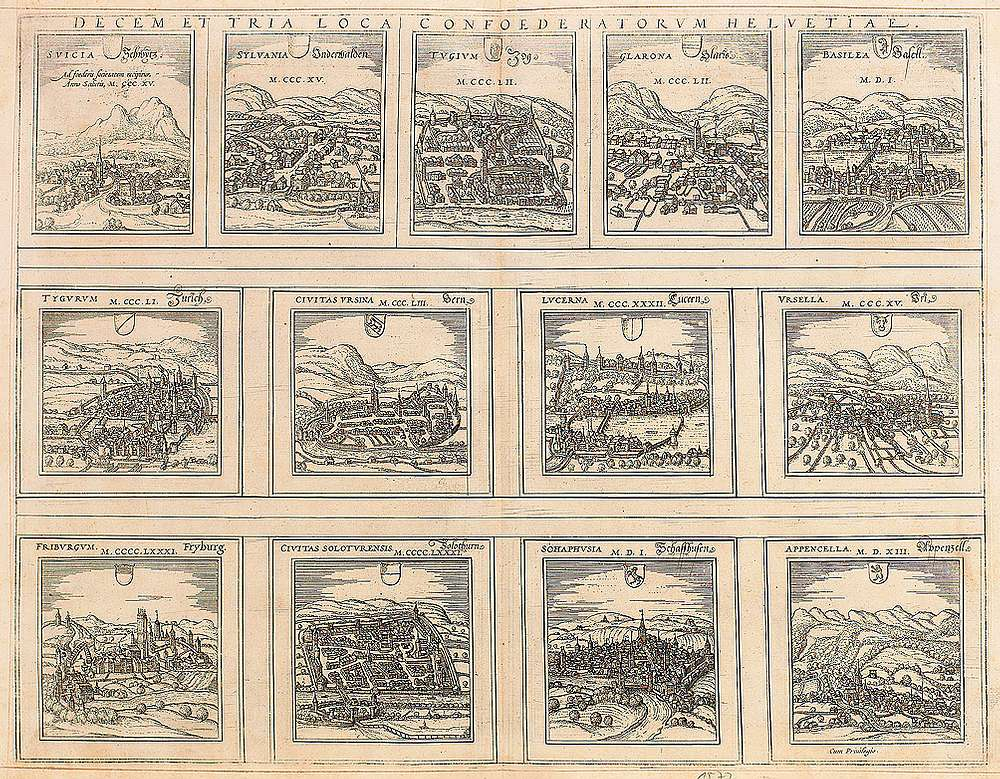
Die Dreizehn Alten Orte der Schweizer Eidgenossenschaft, Stich von 1572

- 17. Dezember: Entstehung und Wachstum der Alten Eidgenossenschaft: Appenzell wird als 13. Ort in die Eidgenossenschaft aufgenommen.

#### Kalmarer Union

Die Kalmarer Union Anfang des 16. Jahrhunderts

Nach dem Tod von Johann I. am 20. Februar wird in Dänemark und Norwegen sein Sohn Christian II. zum König gewählt. Schweden, wo Sten Sture der Jüngere als Reichsverweser regiert, stellt die Kalmarer Union jedoch wie schon gegenüber Johann I. in Frage.

#### Osteuropa
Großfürst Wassili III. begibt sich am 14. Juni mit seinen Brüdern nach Borovsk, das zum Sammelpunkt der moskowitischen Truppen für den zweiten Feldzug gegen Smolensk bestimmt worden ist. Am 11. September schließt er sich dem Truppenaufmarsch vor dieser wichtigen Festung im litauisch-russischen Grenzbereich an, kehrt aber nach vierwöchiger vergeblicher Belagerung am 21. November wieder nach Moskau zurück.

#### Osmanisches Reich
- Sultan Selim I. lässt seinen Bruder Korkud, der ihm zur Macht verholfen hat, den er jedoch wie seine anderen Brüder und Neffen als Gefahr für seinen Thron sieht, festnehmen, nachdem dieser einen Fluchtversuch unternommen hat. Als letzter Bruder des Sultans wird Korkud am 13. März hingerichtet. Anschließend lässt Selim eine dreitägige Staatstrauer anordnen.
- Vir und Zavelim fallen als letzte Orte in Herzegowina in osmanische Hände.
- Skanderbeg Crnojević, letzter Abkömmling der Dynastie Crnojević, wird als osmanischer Sandschak-Bey von Montenegro eingesetzt.

#### Portugal und seine Kolonien
- Um die Sicherheit portugiesischer Schiffe gegenüber Angriffen von Türken und Arabern zu gewährleisten, unternimmt Afonso de Albuquerque, Gouverneur von Portugiesisch-Indien, als erster Europäer eine gewaltsame Aufklärungsfahrt durch das Tor der Tränen ins Rote Meer. Er führt einen erfolgreichen Kaperkrieg gegen arabische und türkische Schiffe, scheitert aber im März bei der Belagerung von Aden.
- 28./29. August: Portugal erobert die marokkanische Stadt Azemmour von den Wattasiden und dehnen die Algarve jenseits des Meeres damit weiter nach Süden aus. An dem Eroberungsfeldzug nimmt unter anderem auch Fernão de Magalhães teil.
- Durch die Vermittlung von Francisco Serrão dürfen die Portugiesen im Sultanat Ternate eine Faktorei errichten.
- König Manuel I. führt in Portugal eine Verwaltungsreform durch, im Zuge derer zahlreiche Stadtrechte neu oder erstmals vergeben werden.

#### Spanien: Entdeckungsreisen und Kolonialismus
- 27. März: Der spanische Konquistador Juan Ponce de León sichtet erstmals Florida und hält es für eine weitere Insel. Er landet während des Osterfests (pascoa florida) am 2. April auf der vermeintlichen Insel und nimmt sie für Spanien in Besitz.
- 22. April: Auf der Entdeckungsreise des spanischen Konquistadoren Juan Ponce de León in den Gewässern um Florida bemerkt sein Navigator Antón de Alaminos eine starke Meeresströmung, die Jahrzehnte später den Namen Golfstrom erhält.

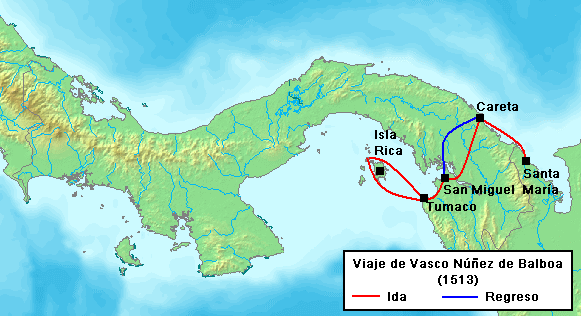
Núñez de Balboas Reise durch Panama (Ida=Hinweg)

- 1. September: Der spanische Conquistador Vasco Núñez de Balboa macht sich auf der Suche nach Gold und dem sagenhaften „Südmeer“ mit 190 Männern, unter ihnen auch Francisco Pizarro, auf den Weg durch die Landenge von Panama. Dabei flieht Balboa auch vor der spanischen Gerichtsbarkeit, die ihn wegen Meuterei aburteilen will.
- 25. September: Vasco Núñez de Balboa erblickt nach knapp einmonatigem Marsch als erster Europäer mit seiner Expedition den Pazifischen Ozean vom amerikanischen Kontinent aus. Vier Tage später steht er an dessen Ufer und nimmt die von ihm so genannte Südsee (mar del sur) für die spanische Krone in Anspruch. Zu diesem Zeitpunkt umfasst die Expedition nur noch 69 Mann. Auf dem Rückweg hören sie von einem Einheimischen zum ersten Mal vom Inka-Reich im Süden.
- Das Requerimiento wird verfasst, eine im Auftrag von Ferdinand II. von Palacios Rubios verfasste Aufforderung an die indigene Bevölkerung Amerikas zur bedingungslosen Kapitulation und gleichzeitigen Unterwerfung unter die spanische Krone.
- zwischen 1513 und 1515: Die spanischen Eroberer verschleppen die letzten Indianer vom Stamm der Arawak von den islas inútiles (nutzlosen Inseln) als Sklaven nach Hispaniola, woraufhin die beiden Inseln Bonaire und Curaçao entvölkert zurückbleiben.

#### Urkundliche Ersterwähnungen
- Der Ort Ohl wird erstmals urkundlich erwähnt.

### Wirtschaft
- Der hoch verschuldete Herzog Ulrich von Württemberg wandelt unter dem Einfluss der Ehrbarkeit eine geplante Vermögenssteuer in eine Verbrauchssteuer um, die vor allem die arme Bevölkerung trifft. Insbesondere die Reduzierung der für den Handel notwendigen Maßgewichte erregt allgemeine Empörung, da dadurch auf dem Markt weniger Waren für denselben Preis zu erhalten sind. Im folgenden Jahr führt das zum Aufstand des Armen Konrad.

### Wissenschaft und Technik

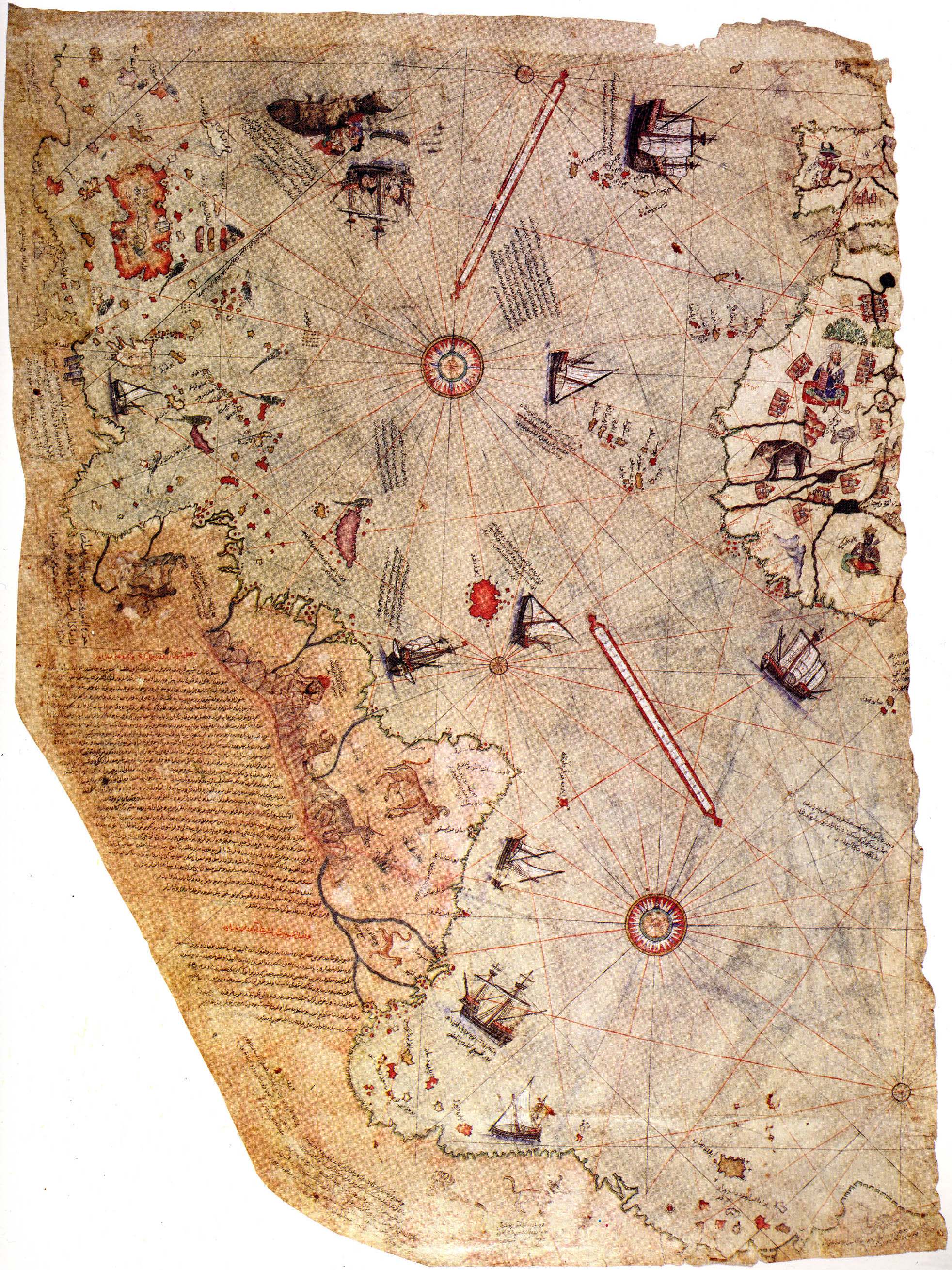
Die Karte des Piri Reis

- März/April: Im islamischen Monat Muharram entsteht die sogenannte Karte des Piri Reis, eine Seekarte des Zentralatlantiks, die dem osmanischen Admiral Piri Reis zugeschrieben wird. Sie zeigt neben schon lange bekannten Gegenden Westeuropas, des Mittelmeers und Nordafrikas auch Küstenlinien Westafrikas sowie Nord- und Südamerikas.
- Niccolò Machiavelli schreibt sein berühmtestes Buch Il Principe (Der Fürst), eine Abhandlung über die Kunst der Staatsführung. Im gleichen Jahr beginnt er mit der Arbeit an dem Werk Discorsi sopra la prima deca di Tito Livio.
- Der Mönch Kilian Leib beginnt mit den täglichen Aufzeichnungen seiner Wetterbeobachtungen in Rebdorf, die bis heute eine wichtige Quelle für die Meteorologie darstellen. Er trägt seine Beobachtungen in Ephemeriden ein, in denen er auch die wirtschaftlichen Auswirkungen der Wetterphänomene festhält. Dieses Wettertagebuch führt er bis 1531.

### Kultur
| Kultur | Kultur |
| --- | ------ |
| - Cinquecento in Italien - Renaissance - Hochrenaissance in Italien - Frührenaissance im deutschsprachigen Raum - Spätgotik - Manuelinik in Portugal - Isabellinischer Stil und Plateresker Stil in Spanien |        |

#### Architektur
- 4. April: Das Arnoldihaus in Warburg wird fertiggestellt. Das Fachwerkhaus gehört heute zum Kulturerbe der Stadt.

#### Bildende Kunst

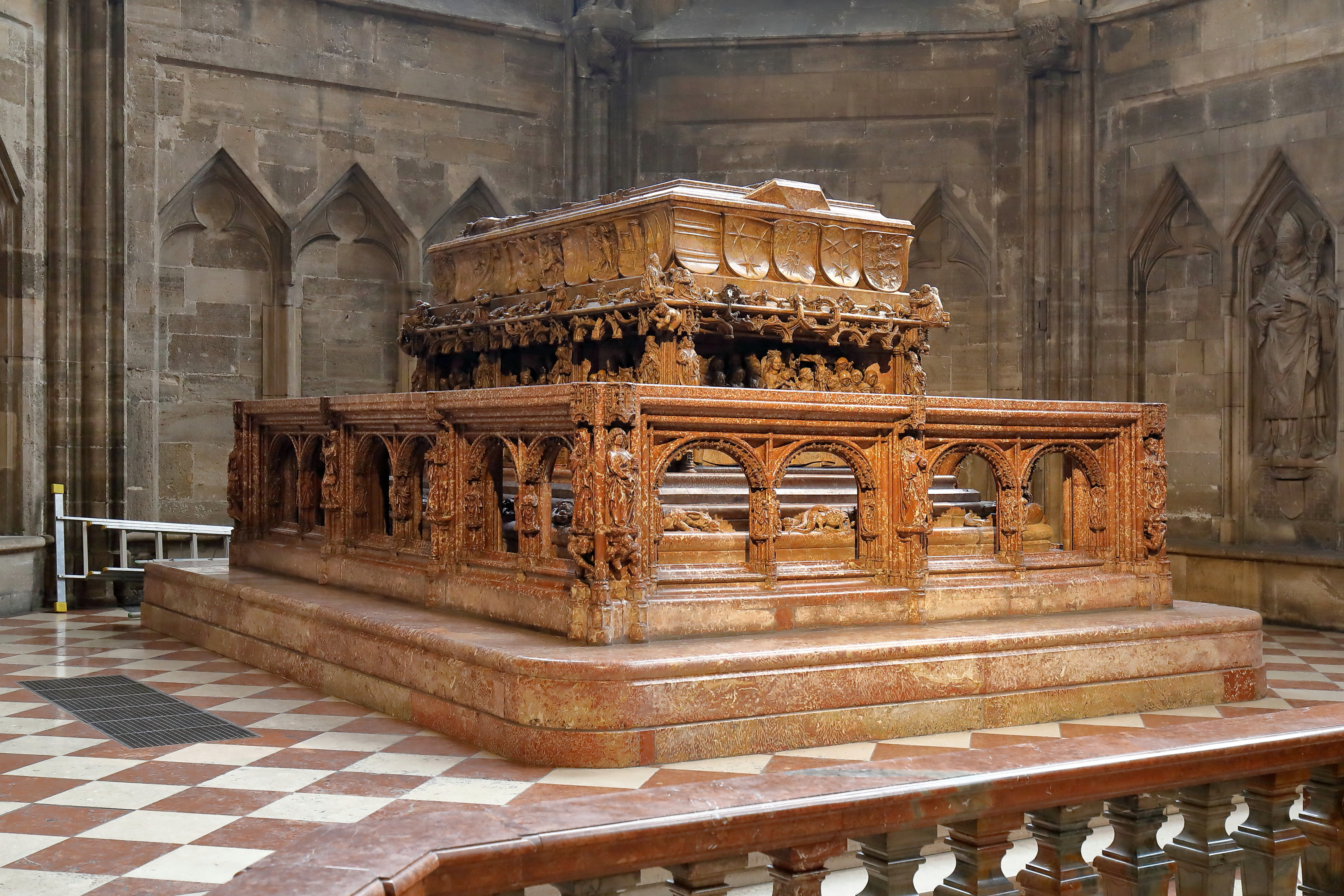
Grabmal Kaiser Friedrichs III. im Wiener Stephansdom

20 Jahre nach dem Tod des Kaisers wird das bereits 1467 beim Bildhauer Niclas Gerhaert van Leyden in Auftrag gegebene Grabmal Kaiser Friedrichs III. im Wiener Stephansdom fertiggestellt. Es ist nicht nur eines der bedeutendsten plastischen Kunstwerke des Spätmittelalters, sondern auch einzigartig in seiner Monumentalität in einem Kirchenraum dieser Zeit. Am 12. November erfolgt die feierliche Übertragung von Friedrichs Leichnam aus der Herzogsgruft in das von Michael Tichter vollendete Hochgrab.

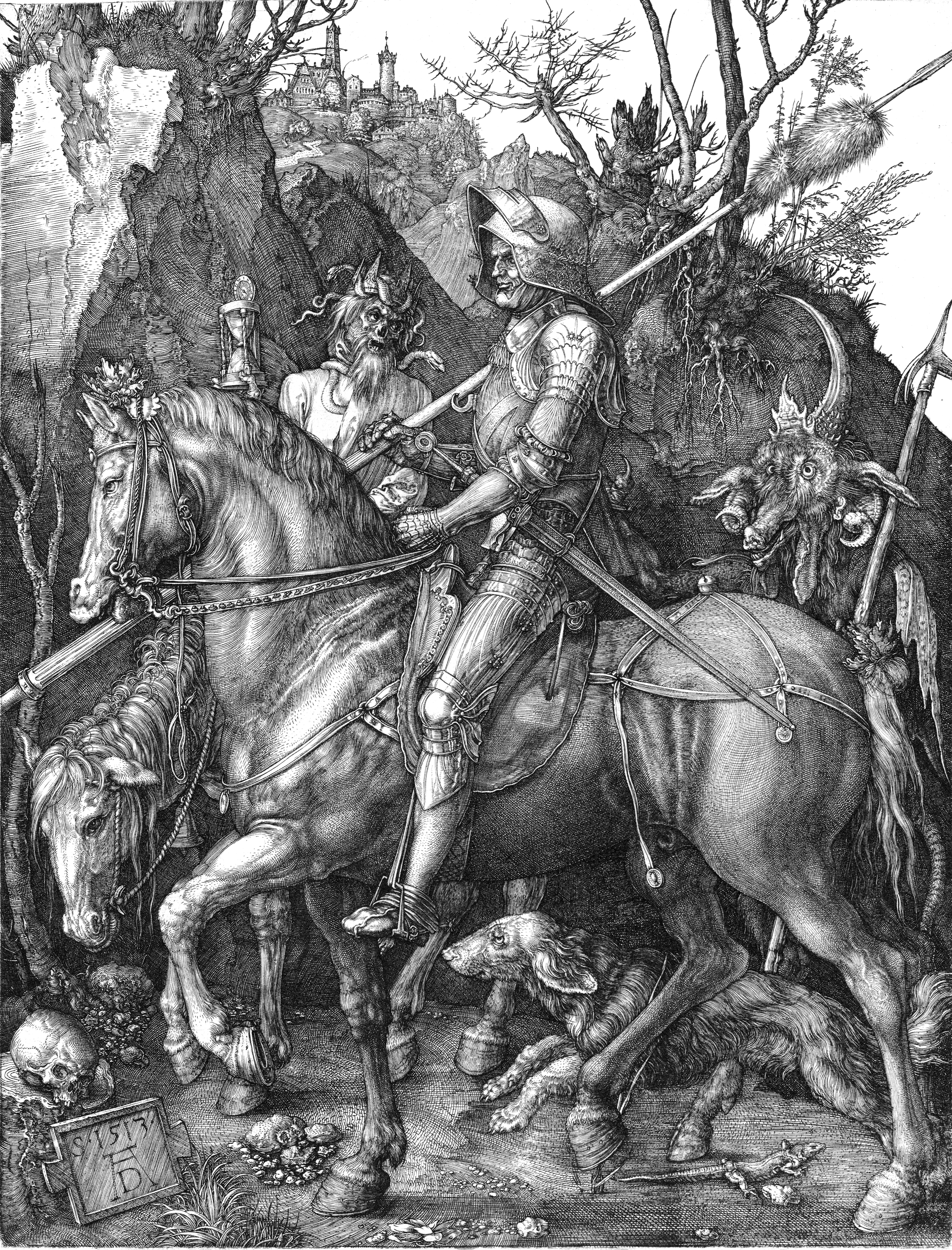
Ritter, Tod und Teufel

Albrecht Dürer schafft den ersten seiner drei Meisterstiche Ritter, Tod und Teufel. Wie auch andere Stiche des Künstlers zeichnet sich dieses Bild durch eine Vielzahl von Symbolen aus der Ikonographie aus. Der Ritter steht für die vita activa, ein aktives, kämpferisches Leben, der aber auch im Kampf das Risiko eingeht, bald zu sterben. Damit könnte es ein memento mori sein, was der Totenschädel neben der Initial-Tafel von A.D. mit Jahreszahl symbolisch auch auszudrücken versucht.

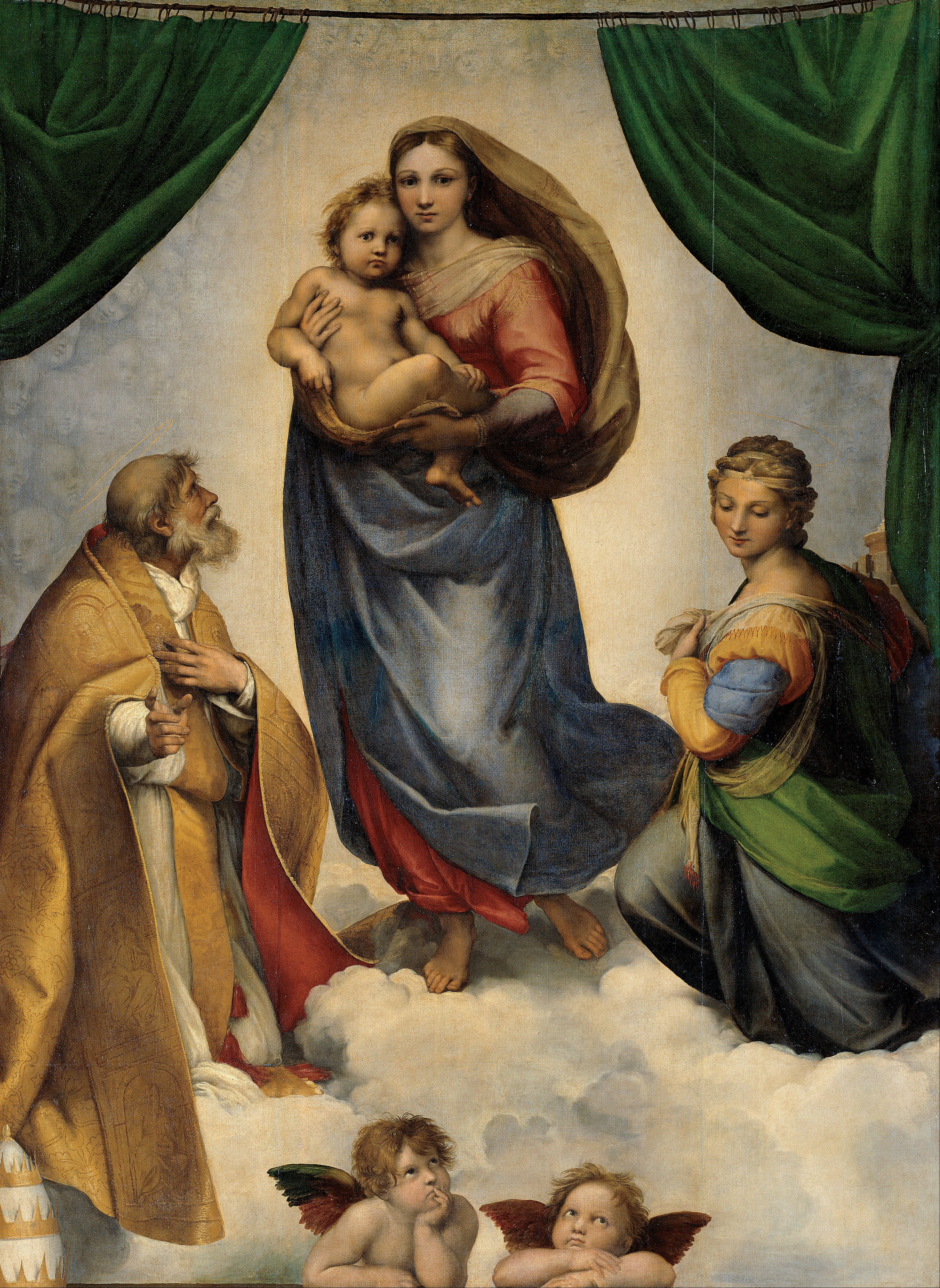
Sixtinische Madonna

Raffael vollendet nach etwa einjähriger Arbeit die von Papst Julius II. anlässlich des Sieges über die Franzosen und der Einverleibung der Stadt Piacenza in den Kirchenstaat in Auftrag gegebene Sixtinische Madonna, berühmt vor allem für die Puttenengel am unteren Bildrand (Die Engel der Sixtina).

#### Druckwerke

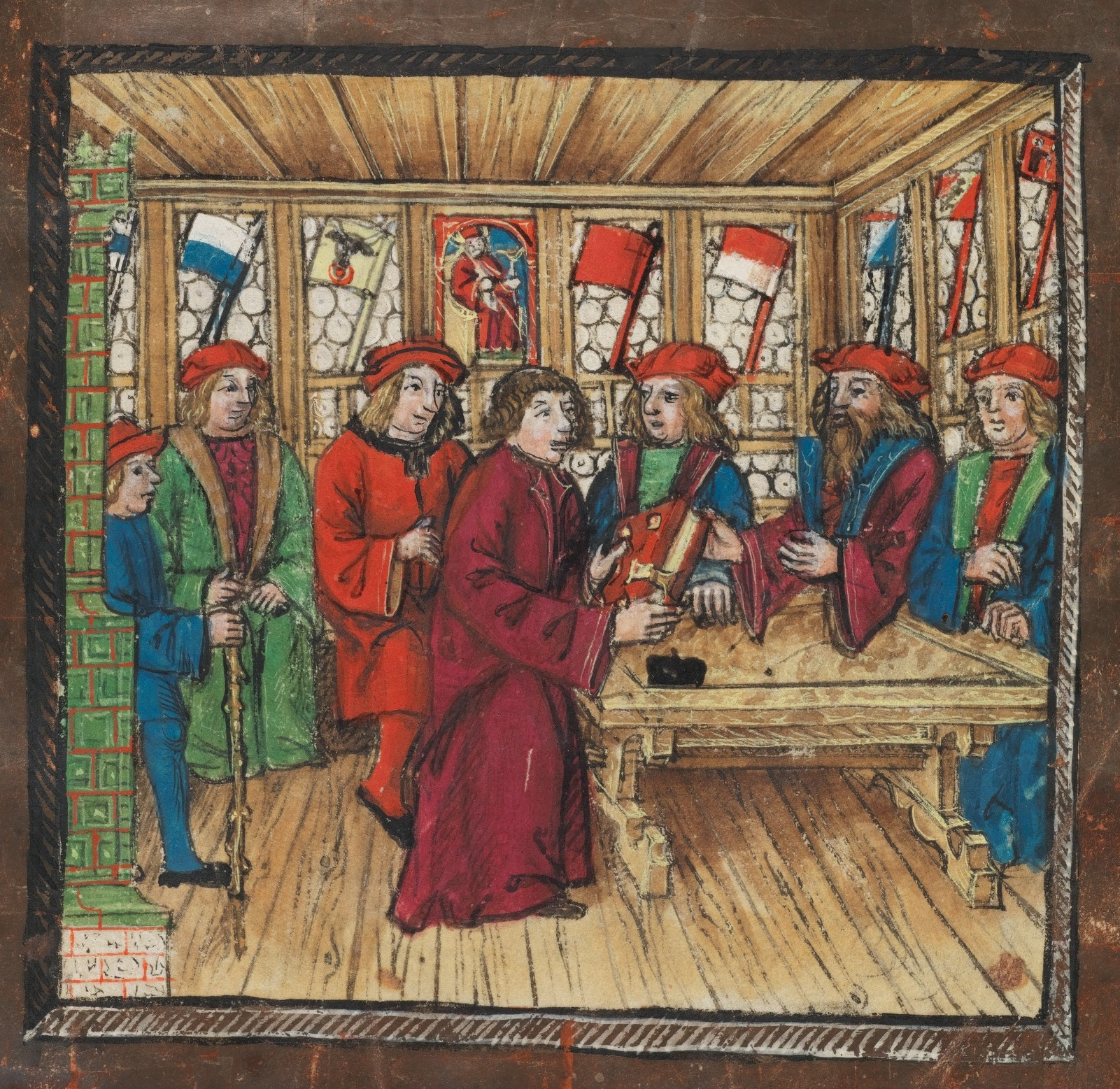
Diebold Schilling überreicht seine Chronik dem Rat von Luzern

- 15. Januar: Diebold Schilling übergibt die Luzerner Chronik dem Rat der Stadt Luzern. Das in mehrjähriger Arbeit entstandene Werk zählt zu den reichhaltig gestalteten Schweizer Bilderchroniken.
- Nach dem Tod von Papst Julius II. am 21. Februar verfasst Erasmus von Rotterdam die Satire Julius vor der verschlossenen Himmelstür.
- Das Gebetbuch Hortulus Animae polonice wird am 13. März erstmals gedruckt. Das von Biernat von Lublin übersetzte und von Florian Ungler in Krakau gedruckte Buch, das erstmals 1498 in lateinischer Sprache erschienen ist, gilt als das erste in polnischer Sprache gedruckte Werk.
- 8. Juni: Martin Luther lässt für seine Psalmenvorlesung den Wolfenbütteler Psalter drucken.

#### Musik
- 19. Februar: Mit der Konstitution In Altissimo etabliert Papst Julius II. formal den Chor Cappella Giulia im Petersdom in Rom. Da er bereits zwei Tage später stirbt, dauert es bis zum Jahr 1534 bis zur tatsächlichen Umsetzung der Konstitution.
- Nach dem 11. März: Heinrich Isaak, Günstling der Medici in Florenz, gratuliert dem neuen Papst Leo X. mit der Motette Optime divino date munere pastor zu seiner Wahl.

### Gesellschaft
- 16. Januar: Raymund Fugger von der Lilie ehelicht in Krakau Katherina Thurzo. Hier erhält er von seinem Onkel Jakob Fugger die Aufgabe, vor Ort das gemeinsame Unternehmen Fugger-Thurzo zu kontrollieren.

### Religion

#### Papstwahl und Konzil

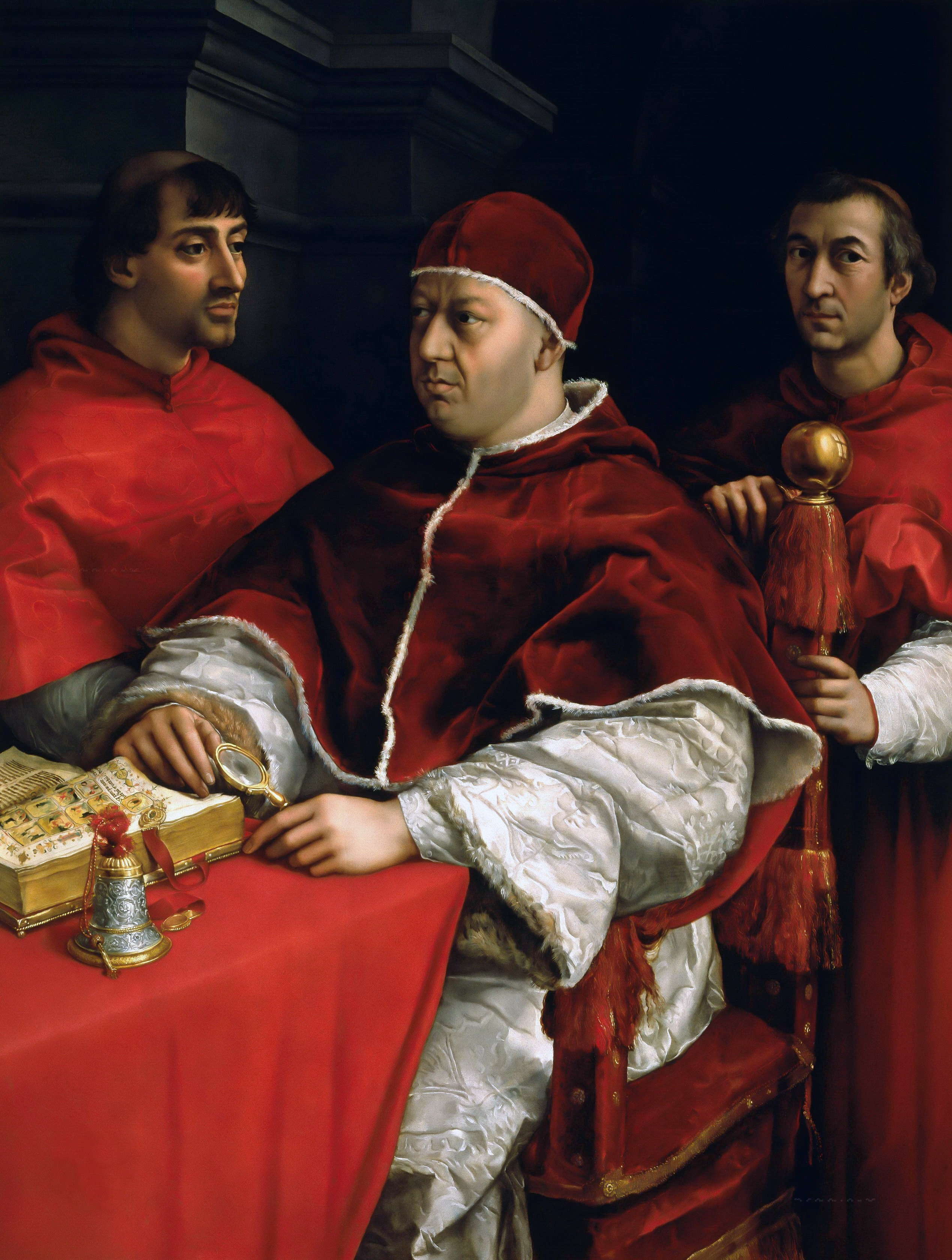
Leo X. mit zwei Kardinälen

Papst Julius II. stirbt am 21. Februar. Bereits am 9./11. März wird vom am 4. März einberufenen Konklave der siebenunddreißigjährige Giovanni de’ Medici zum Papst gewählt und nimmt den Namen Leo X. an. Da er, obwohl Kardinal, kein Geistlicher ist, wird er nach seiner Papstwahl am 15. März zum Priester und am 17. März zum Bischof geweiht. Erst danach kann die Krönung am 19. März folgen. Während seines Pontifikats wird Rom ein Zentrum für Kunst und Kultur.
Das noch im Vorjahr von Julius II. einberufene fünfte Laterankonzil erklärt in seiner achten Sitzung am 19. Dezember das Dogma, dass der Mensch eine individuelle und unsterbliche Seele besitze, was die Voraussetzung für eine persönliche Unsterblichkeit ist.

#### Bischofserhebungen
Nachdem am 4. Februar Philipp von Rosenberg verstorben ist, wird am 12. Februar Georg von der Pfalz zum Bischof von Speyer. Die Priesterweihe empfängt er erst zwei Jahre später.
Am 9. Mai erklärt der neue Papst Leo X. aus dem Haus Medici seinen vermutlich unehelich geborenen Cousin Giulio de’ Medici zum Sohn einer heimlichen Ehe Giuliano di Piero de’ Medicis und ernennt ihn zum Erzbischof von Florenz. Am 23. September wird er zum Kardinal erhoben, am 29. September zu Kardinaldiakon der Titeldiakonie S. Maria in Domnica.
Nach dem Tod von Ernst II. von Sachsen am 3. August wird Albrecht von Brandenburg im Alter von 23 Jahren als Albrecht IV. zum Erzbischof von Magdeburg und als Albrecht V. zum Administrator des Bistums Halberstadt erhoben.

#### Sonstiges
Hartmann II. von Kirchberg wird als Nachfolger des am 20. Mai gestorbenen Johann II. von Henneberg-Schleusingen zum Fürstabt des Klosters Fulda erhoben. Gleichzeitig wird er auch zum Abt der Reichsabtei Hersfeld gewählt. Da seine Aufmerksamkeit stärker den Ereignissen im Reich gilt, vernachlässigt er die ihm anvertrauten Kloster.

## Historische Karten und Ansichten

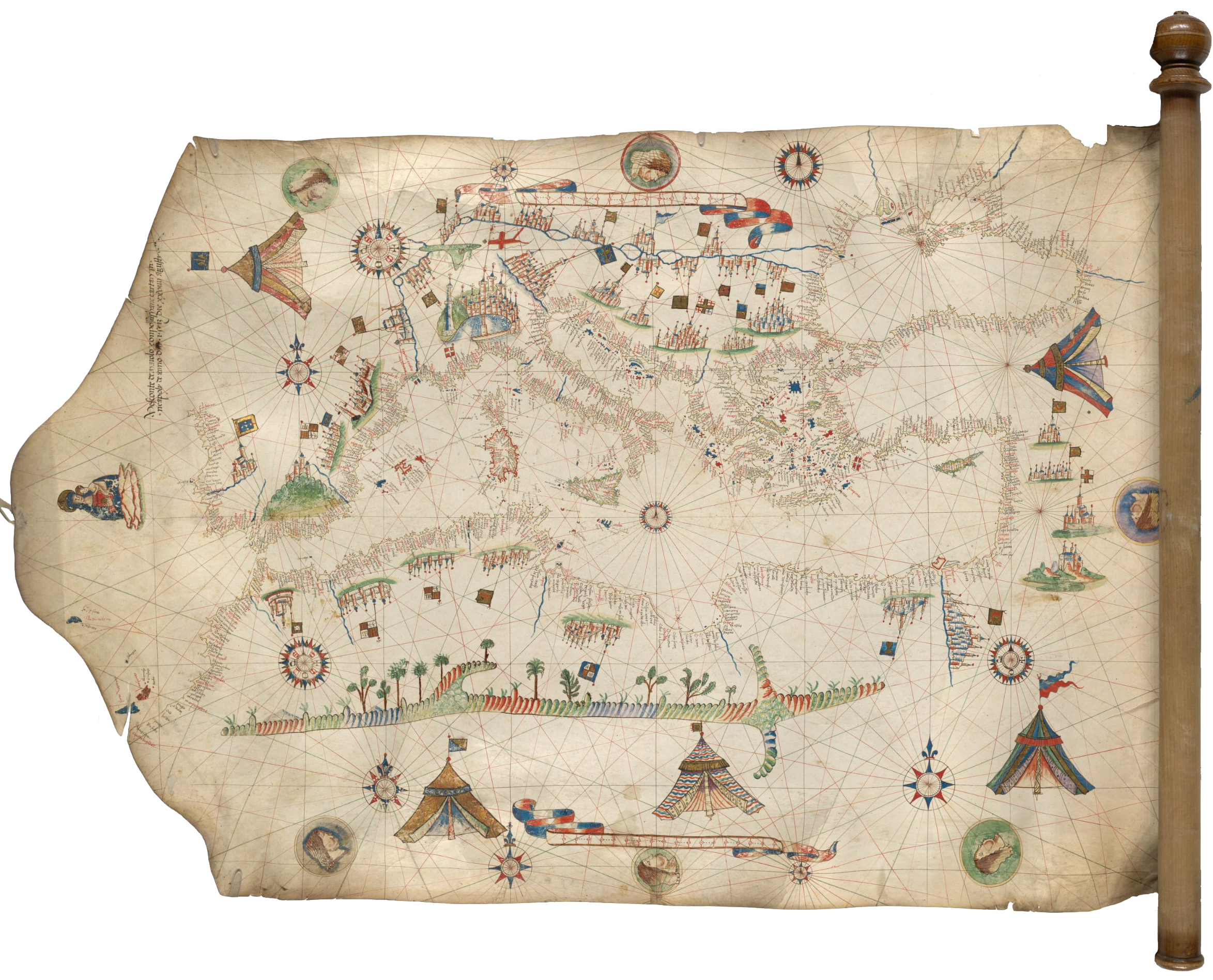
Portolankarte des Mittelmeers von Vesconte Maggiolo

## Geboren

### Geburtsdatum gesichert
- 08. Februar: Daniele Barbaro, venezianischer Wissenschaftler und Politiker († 1570)
- 14. Februar: Domenico Ferrabosco, italienischer Sänger, Kapellmeister und Komponist († 1574)
- 15. März: Hedwig Jagiellonica, polnische Prinzessin und Kurfürstin von Brandenburg († 1573)
- 13. Mai: Wolfgang Meurer, sächsischer Pädagoge, Meteorologe und Arzt († 1585)
- 04. Juni: Niels Hemmingsen, dänischer evangelischer Theologe, Philologe und Schulreformer († 1600)
- 10. Juni: Louis III. de Bourbon, Herzog von Montpensier, französischer Heerführer († 1582)
- 03. August: Johann, Markgraf von Brandenburg-Küstrin († 1571)
- 14. August: William Parr, 1. Marquess of Northampton, englischer Adliger († 1571)
- 15. August: Georg Cassander, deutscher Theologe und Humanist († 1566)
- 24. September: Katharina von Sachsen-Lauenburg-Ratzeburg, Königin von Schweden und Gattin von Gustav I. Wasa († 1535)
- 09. Oktober: Detmar Kenckel, Bremer Bürgermeister († 1584)
- 21. Oktober: Adrian Albinus, deutscher Rechtswissenschaftler († 1590)
- 23. Oktober: Gerke Pawel, deutscher Ratsherr und Kämmerer der Braunschweiger Altstadt († 1563)
- 29. Oktober: Jacques Amyot, französischer Schriftsteller und Theologe († 1593)
- 11. November: Stanisław Orzechowski, polnischer Theologe († 1566)
- 23. Dezember: Thomas Smith, englischer Diplomat († 1577)

### Genaues Geburtsdatum unbekannt
- Johann Argentier, italienischer Mediziner († 1572)
- Michael Bajus, belgischer Theologe († 1589)
- Johann Brokes, lübischer Admiral und Bürgermeister von Lübeck († 1585)
- Giacomo Antonio Cortusi, italienischer Botaniker († 1603)
- Antonio Doni, italienischer Schriftsteller, Herausgeber und Musiker des Manierismus († 1574)
- Thomas FitzGerald, 10. Earl of Kildare, irischer Adeliger und Rebellenführer († 1537)
- Eitel Dietrich von Gemmingen, deutscher Adliger, Grundherr in Steinegg († 1568)
- Melchior Manlich, Augsburger Kaufmann († 1576)
- Johannes von Schröter, deutscher Mediziner und erster Rektor der Universität Jena († 1593)
- Christoph von der Schulenburg, letzter katholischer Bischof von Ratzeburg († 1580)
- Pedro de Villagra y Martínez, spanischer Konquistador und Gouverneur († 1577)
- Heinrich Vogtherr der Jüngere, deutscher Maler, Zeichner, Holzschneider und Radierer († 1568)
- George Wishart, schottischer religiöser Reformator und protestantischer Märtyrer († 1546)
- Balthasar Wurer, Weihbischof von Konstanz († 1606)

### Geboren um 1513
- Nicolao Dorati, italienischer Posaunist, Kapellmeister und Komponist († 1593)
- Robert Granjon, französischer Schriftenschneider und Verleger († 1589)
- Antonio Herrezuelo, spanischer evangelischer Märtyrer († 1559)
- Georg Melhorn, deutscher Pädagoge und evangelischer Theologe († 1563)
- Richard Morison, englischer Humanist und Diplomat († 1556)
- Elisabeth Plainacher, einziges Opfer der Hexenverfolgung in Wien († 1583)

## Gestorben

### Erstes Halbjahr
- 20. Januar: Helena von Moskau, Großfürstin von Litauen und Titularkönigin von Polen (* 1476)
- 31. Januar: Pedro de Ayala, spanischer Botschafter in England (* 1475)
- 04. Februar: Philipp von Rosenberg, Fürstbischof von Speyer (* 1460)
- 12. Februar: François II. d’Orléans-Longueville, Großkammerherr von Frankreich, Graf von Dunois, Longueville und Tancarville (* 1478)
- 20. Februar: Johann I., König von Dänemark, Schweden und Norwegen (* 1455)

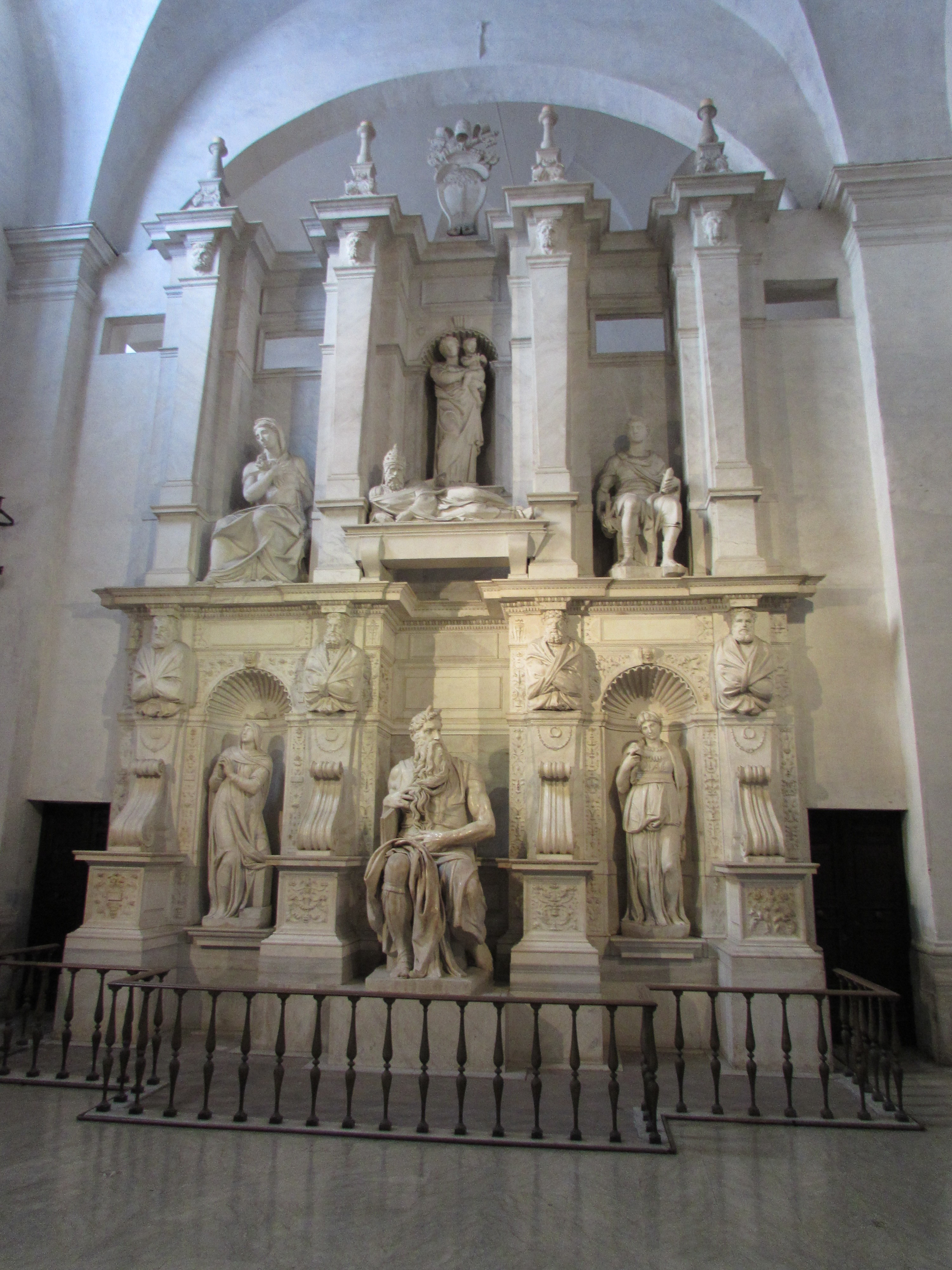
Das Juliusgrabmal mit dem Moses von Michelangelo

- 21. Februar: Giuliano della Rovere, unter dem Namen Julius II. Papst (* 1443)
- 06. März: Angelus Rumpler, deutscher Abt und Geschichtsschreiber (* 1460/1462)
- 10. März: John de Vere, 13. Earl of Oxford, englischer Adeliger und erblicher Lord Great Chamberlain von England (* 1442)
- 13. März: Korkud, osmanischer Prinz, Gouverneur und Reichsverweser, Opfer des institutionalisierten Brudermordes im Osmanischen Reich (* 1467/1469)
- 08. April: Anna von Nassau-Dillenburg, Herzogin und Regentin von Braunschweig-Lüneburg sowie letzte Gräfin von Katzenelnbogen (* um 1441)
- 22. April: Pierre I. de Rohan, französischer Adeliger, Diplomat und Marschall von Frankreich (* 1451)
- 30. April: Edmund de la Pole, 3. Duke of Suffolk, englischer Adeliger und Thronaspirant des Hauses York (* 1472)
- 20. Mai: Johann II. von Henneberg-Schleusingen, Fürstabt des Klosters Fulda (* 1439)
- 28. Mai: Heinrich VIII., Graf von Waldeck (* 1465)
- 06. Juni: Remigius Mans, deutscher Landsknecht
- 24. Juni: Edmund Carew, englischer Adliger und Militär (* um 1464)

### Zweites Halbjahr
- 24. Juli: Johannes Reborch, deutscher Geistlicher, Prior des Augustinerchorherrenstiftes in Bordesholm (* 1433)

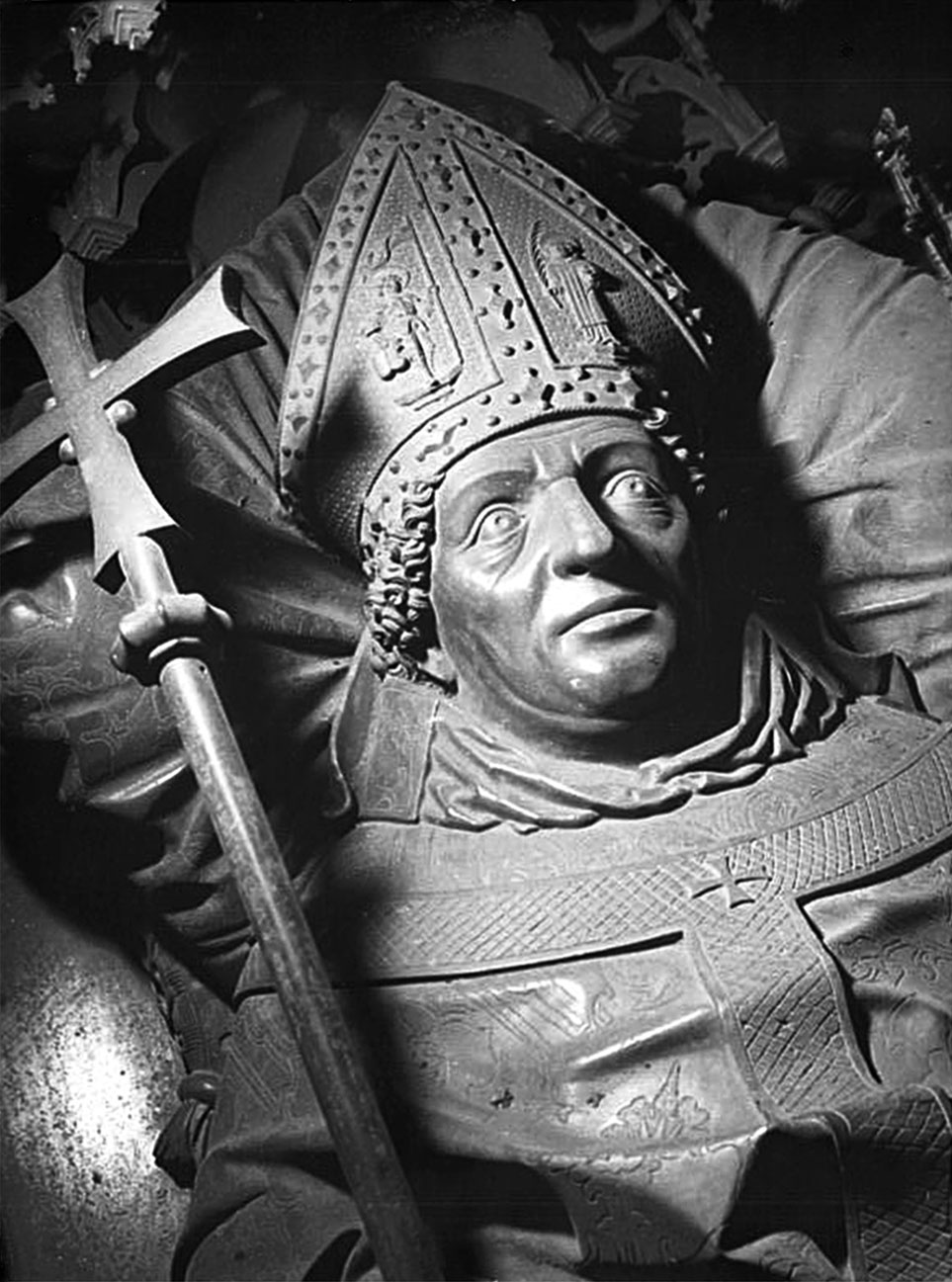
Grabmal Ernst von Sachsens im Magdeburger Dom

- 03. August: Ernst II. von Sachsen, Erzbischof von Magdeburg (* 1464)

- 03. September: Gerald FitzGerald, 8. Earl of Kildare, irischer Adeliger (* 1456)
- 09. September: William Douglas of Glenbervie, schottischer Adeliger (* zwischen 1470 und 1475)
- 09. September: Robert Erskine, 4. Lord Erskine, schottischer Adeliger
- 09. September: Thomas Hay of Logie, schottischer Adliger
- 09. September: William Hay, 4. Earl of Erroll, schottischer Adliger
- 09. September: Jakob IV., König von Schottland (* 1473)
- 09. September: John Sempill, 1. Lord Sempill, schottischer Adeliger
- 09. September: Matthew Stewart, 2. Earl of Lennox, schottischer Adeliger (* um 1470)
- 09. September: Alexander Stewart, schottischer Humanist, Erzbischofselekt von St Andrews und Lordkanzler von Schottland (* um 1493)
- 17. September: Johann V., Herzog von Zator (* um 1455)
- 20. September: Wolfgang Tenk, deutscher Baumeister der Gotik

- 03. Oktober: Anton Koberger, deutscher Buchdrucker, Verleger und Buchhändler der Inkunabelzeit (* um 1440)
- 27. Oktober: George Manners, 11. Baron de Ros, englischer Adeliger (* um 1470)

- 03. November: Augustin Olomoucký, böhmischer Humanist, Schriftsteller und Kunstsammler (* 1467)
- 19. November: Robert de Guibé, französischer Geistlicher und Kardinal der Katholischen Kirche (* um 1460)
- 23. November: Nicolaus Matz, deutscher Theologe, Rektor der Universität Freiburg und Domherr in Speyer (* um 1443)

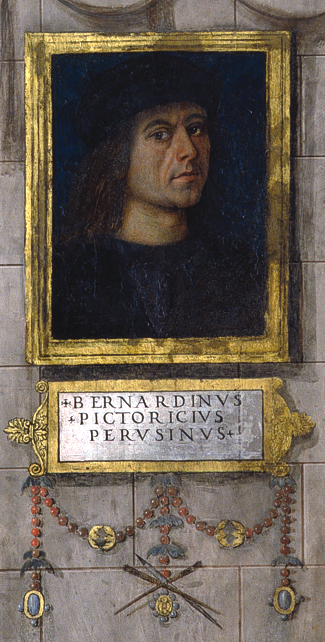
Pinturicchio, Selbstporträt in Santa Maria Maggiore in Spello

- 11. Dezember: Pinturicchio, eigentlich Bernardino di Betto di Biagio, italienischer Maler der Frührenaissance (* 1454)
- 25. Dezember: Johann Amerbach, deutscher Drucker und Verleger der Frühdruckzeit (* um 1440)
- 27. Dezember: Martin Pollich, deutscher Philosoph, Mediziner und Theologe, Gründungsrektor der Universität Wittenberg (* um 1455)

### Genaues Todesdatum unbekannt
- Guy de Blanchefort, französischer Adeliger und Großmeister des Johanniterordens (* um 1446)
- Bartolomeo della Fonte, italienischer Humanist, Dichter und Übersetzer (* 1446)
- Khedrub Norsang Gyatsho, tibetischer Gelehrter und buddhistischer Geistlicher (* 1423)
- Kaspar Effinger, Schweizer Aristokrat (* 1442)
- Juan de Esquivel, spanischer Konquistador und Gouverneur Jamaicas (* 1480)
- Heinrich Hochreutiner, Schweizer Kaufmann und Bürgermeister

### Gestorben um 1513
- Andrés Bernáldez, spanischer Geistlicher und Geschichtsschreiber (* um 1450)
- Piero Pacini, italienischer Buchdrucker (* um 1440)